# سیارک ۸۳۳۶۳
سیارک ۸۳۳۶۳ (به انگلیسی: 83363 Yamwingwah، نامگذاری:2001SU1)۸۳۳۶۳مین سیارک کشف شده‌است که در ۱۷ سپتامبر ۲۰۰۱ کشف شد.